# Baha ad-Din ibn Schaddad
Baha ad-Din Yusuf ibn Rafi ibn Tamim, auch Bohadin genannt (arabisch بهاء الدين بن شداد, DMG Bahāʾ ad-Dīn b. Šaddād; Baha ad-Din bedeutet so viel wie „Pracht des Glaubens“, * 7. März 1145 in Mossul; † 8. November 1234 in Aleppo), war ein bedeutender muslimischer Jurist, Gelehrter und Kreuzzugshistoriker. Sein bekanntestes Werk ist eine Biografie Saladins, den er gut kannte. Sein Rufname ibn Schaddad erhielt er von dem Vorfahren seines Onkels, der ihn aufgezogen hatte.

## Leben
Baha ad-Din wurde am 10. Ramadan 539 (7. März 1145) in Mossul geboren. In seiner Jugend studierte er den Koran, die Hadithe und islamisches Recht. Später besuchte er die Nizamiyya-Madrasa in Bagdad, wo er bald den Rang eines mu'id (Assistenzlehrer) erreichte. Um 1173 kehrte er als mudarris (Professor) nach Mossul zurück. Er unternahm die Haddsch und kam 1188 wieder in seine Heimatstadt. Sogleich rief ihn Saladin zu sich nach Kairo, er hatte seine Werke gelesen und war tief beeindruckt. Er trat in die Dienste des Sultans, der ihn zum qadi al-’askar (Armeerichter) ernannte. Er wurde Augenzeuge der Belagerung Akkons und der Schlacht von Arsuf und schuf eine „lebendige Chronik des Dritten Kreuzzugs“ Saladin und Baha ad-Din wurden bald enge Freunde, der Sultan erhob ihn in viele hohe administrative und juristische Ämter. Außerdem war Baha ad-Din bis zu dessen Tod 1193 einer der wichtigsten Berater des Sultans. Danach wurde er zum Großqadi von Aleppo ernannt, wo er am 8. November 1234 im Alter von 89 Jahren starb.

## Werke
Das wichtigste Werk Baha ad-Dins ist seine Biografie Saladins, die zum größten Teil auf persönlichen Beobachtungen beruht und ein komplettes Porträt Saladins enthält, wie ihn die Araber sahen. Auf Englisch als The Rare and Excellent History of Saladin erschienen, bedeutet der arabische Titel (al-Nawādir al-Sultaniyya wa’l-Maḥāsin al-Yūsufiyya) ungefähr „Die sultanischen Anekdoten und josephischen Tugenden“. Der Text ist vollständig erhalten und wird heute noch gedruckt. Auch verfasste Baha ad-Din mehrere Schriften zur Anwendung islamischen Rechts, Die Flucht der Richter vor der Zweideutigkeit des Urteils, Die Beweise von Urteilen und Der Inbegriff ebenso wie eine Monografie namens Die Tugend des Dschihad. Viel von dem, was wir über Baha ad-Din wissen, stammt aus Ibn Challikans zeitgenössischem biographischen Lexikon Wafayāt al-aʿyān wa-anbāʾ abnāʾ az-zamān („Das Ableben bedeutender Persönlichkeiten und die Nachrichten über die Söhne der Zeit“).
Baha ad-din lebte zur Zeit, von der er schrieb, was seine Chroniken besonders wertvoll macht. Seinen Stil zeichnet besonders große Detailliertheit, Sachlichkeit und Glaubwürdigkeit aus. „Das Leben Saladins“ wurde 1732 von Schultens in Leiden veröffentlicht. Es ist noch immer eine der wichtigsten Quellen zum Kreuzzug Richard Löwenherz’ (1189–1192).